# Bestiario de Aberdeen

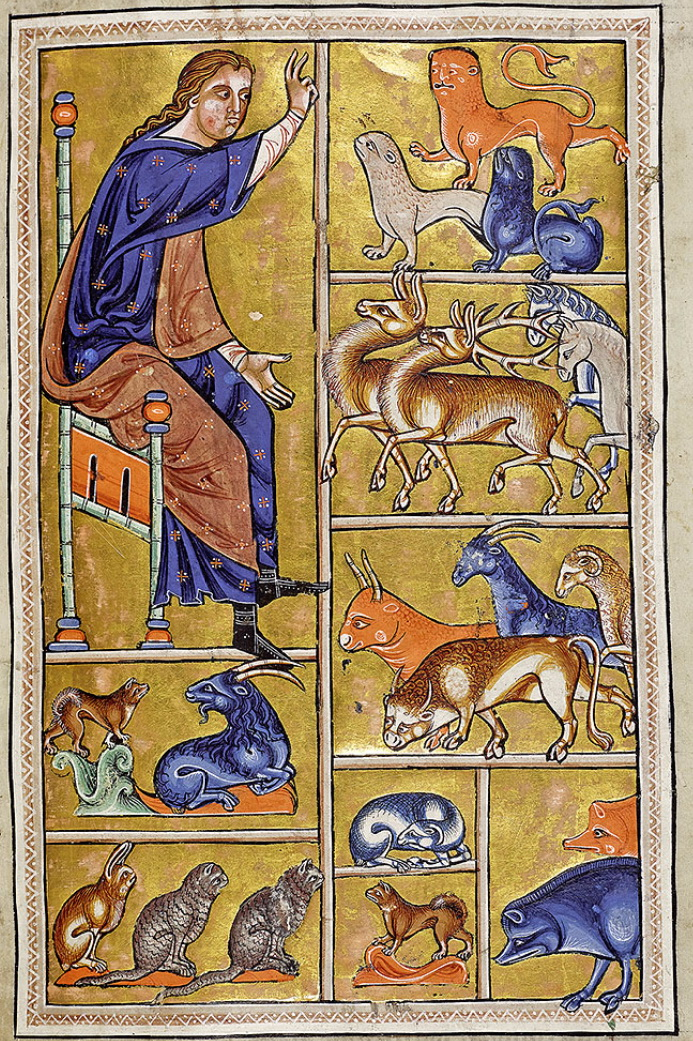
Ilustración en el folio 5 (anverso).

El Bestiario de Aberdeen es un manuscrito iluminado hecho en Inglaterra durante el siglo xii, escrito en latín e incluye notas, bocetos y otras pruebas de la forma en que fue diseñado y ejecutado. Se considera una recopilación de obras similares, como el Physiologus griego e incluye además capítulos del Génesis, tal como los primeros días de la creación.[cita requerida]

## Historia del manuscrito
Se sabe que el manuscrito data del siglo XII, sin embargo se desconoce exactamente en qué fecha y lugar fue creado, y su autor es desconocido. Al respecto hay dos teorías que especulan sobre su origen. Xénia Muratova sugiere su procedencia en la región central del nordeste de Inglaterra, mientras que  Willene B. Clark señala que su origen corresponde al sureste.
Muratova lleva a esa conclusión basada en los ambientes en que comúnmente circulaban los libros de lujo, tal como el bestiario de Aberdeen. Hacia mediados del siglo XII los bestiarios eran populares entre la familia real y entre los eclesiásticos de alto rango, quienes los ocupaban comúnmente para la exégesis teológica en las regiones de Lincolnshire y Yorkshire. Ella afirma que el bestiario de Aberdeen es producto del mismo ambiente artístico, por lo que probablemente pudo pertenecer a Geoffrey Plantagenet, quien para entonces era de la casa reinante, o a los obispos o arzobispos de York. No obstante tal afirmación no puede probarse, pero su medio cultural es un origen probable.
Por otro lado Clark argumenta a favor de un origen al sur de Inglaterra, ella se basa principalmente en la semejanza del estilo con otros escritos de la misma época, ubicados esencialmente en Canterbury y ciudades aledañas, igualmente, encuentra similitudes en el estilo de manuscritos en el noreste de Francia. Apoya su hipótesis en contra de Muratova, afirmando que si bien Lincoln y York fueron distinguidos centros de aprendizaje, hay poca evidencia de que ahí se hayan producido numerosos manuscritos de lujo, además los bestiarios eran igual de populares en el sur, prueba de ello es que en las bibliotecas monásticas de Canterbury se han hallado siete bestiarios completos, lo cual apoya su teoría de que posiblemente el bestiario de Aberdeen sea procedente del sur. En ninguno de los casos de puede afirmar el origen verdadero del bestiario de Aberdeen con ninguna de la dos.
No es sino hasta el año 1542 que se tiene registro del bestiario, en ese año fue catalogado en el inventario de la antigua Biblioteca Real del Palacio de Westminster, como No. 518 【13m】Liber de natura bestiarum. La biblioteca fue creada por Enrique VIII con la ayuda de John Leland un anticuario profesional, y se conformó de manuscritos y documentos rescatados de la disolución de los monasterios, y por obras que pertenecían a otras colecciones reales más antiguas. Sin embargo aún es ambigua la forma en que el bestiario llegó a esa colección, pudo haber pertenecido desde siempre a la familia real, quienes lo pudieron haber adquirido en cualquier etapa durante la Edad Media, o pudo haber sido obtenido de una biblioteca monástica recientemente disuelta, tal como la mayoría de las obras que la conformaban.
El libro permaneció en la biblioteca real por casi cien años, a principios del siglo XVII fue entregado junto con otros libros que escaparon de la biblioteca real a manos de otros colectores. Fue Patrick, hijo de James, quien tuvo un papel importante en el desarrollo de la colección real, él mantenía comunicación cercana con Thomas Reid, quien fue Regente del Marischal College y secretario de Latín de James VI, y le dio el libro. Este a la vez cedió el libro junto con cerca de 1,350 obras, entre ellas libros y manuscritos, al Marischal College en 1624/1625. Allí la biblioteca fue catalogada por Thomas Gray en el año 1670. El libro fue llamado Isidori phisiologia y fue signado 2.B.XV Sc. Posteriormente en la década de 1720 la biblioteca reorganizó los libros en prensas y en un catálogo estante llamado Ms M 72, en este catálogo las secciones se registraron por primera vez, estableciendo una última fecha para las adhesiones y desprendimientos del bestiario.
En 1860, el Marischal College se fusionó con la Universidad de Aberdeen, y el bestiario pasó a formar parte de la colección de la Universidad, en donde se encuentra hasta el día de hoy con el nombre Aberdeen MS 24.

## Estructura del libro
El bestiario tiene una estructura basada en la Etimologiae de Isidoro de Sevilla. No está agrupado en orden alfabético, sino por reinos y tópicos: mamíferos, bestias, ganado, animales pequeños, aves, serpientes, insectos, árboles y plantas, naturaleza del hombre, piedras, y hace un añadido de la creación del hombre al inicio del libro.

### Creación

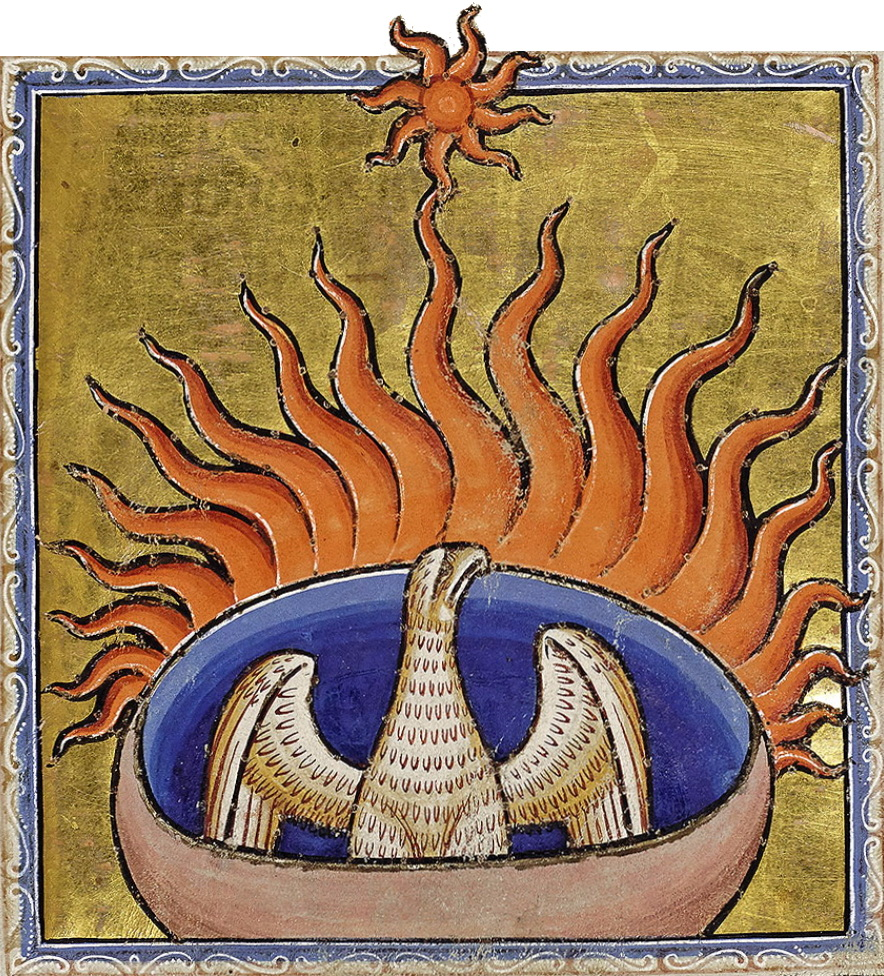
Folio 56 recto: Phoenix (Fénix).

El bestiario añade al inicio unas páginas dedicadas al ciclo de la Creación, tomado de la biblia, esto es interesante ya que resulta poco común en este tipo de manuscritos, únicamente otros 5 lo incluyen. A juzgar por la representación de Dios se cree que es derivado de pinturas carolingias y bizantinas, y que su mayor influencia es el Hexaemeron de San Ambrosio.

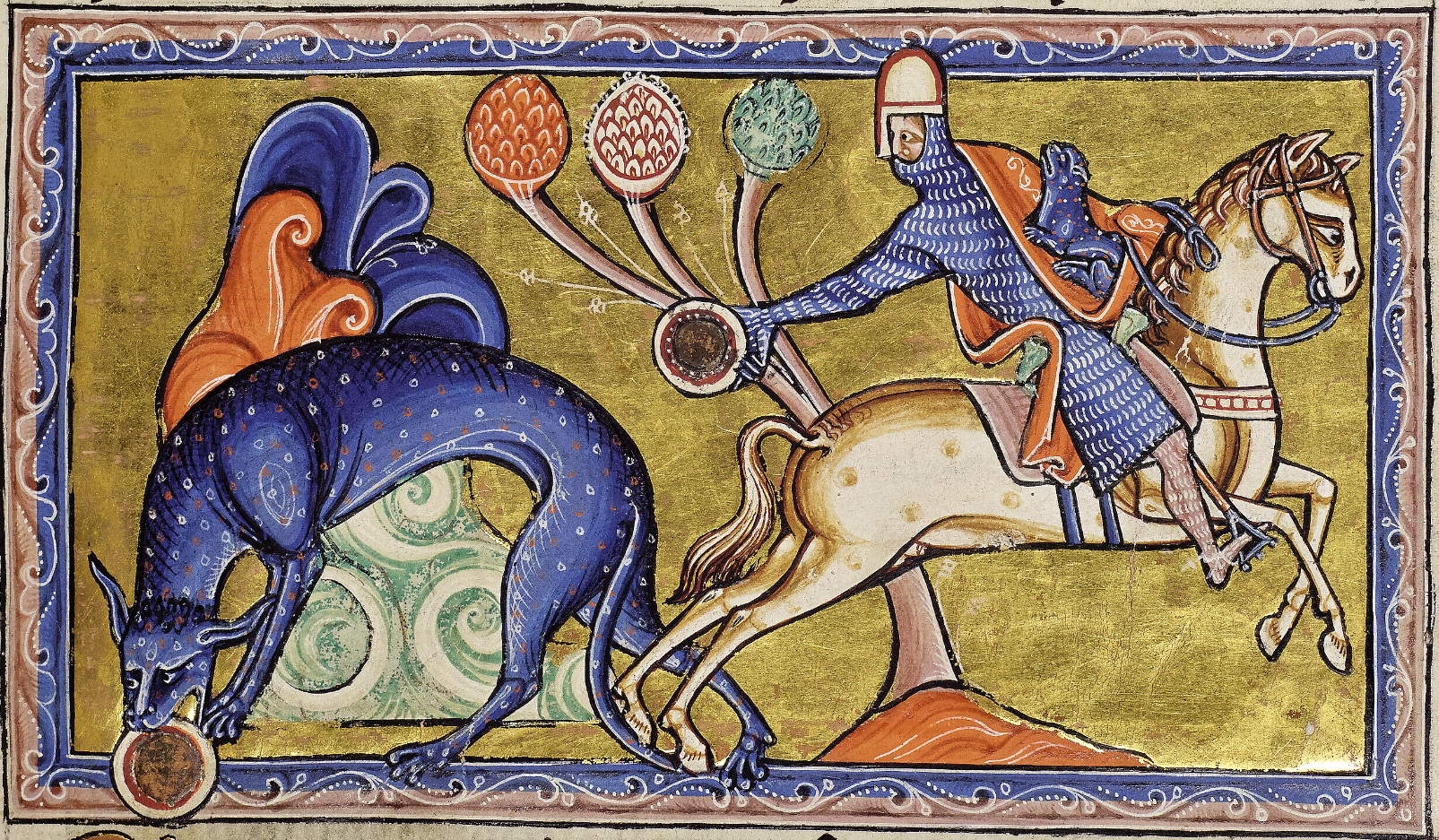
Folio 8 anverso: Tigre (Tigris).

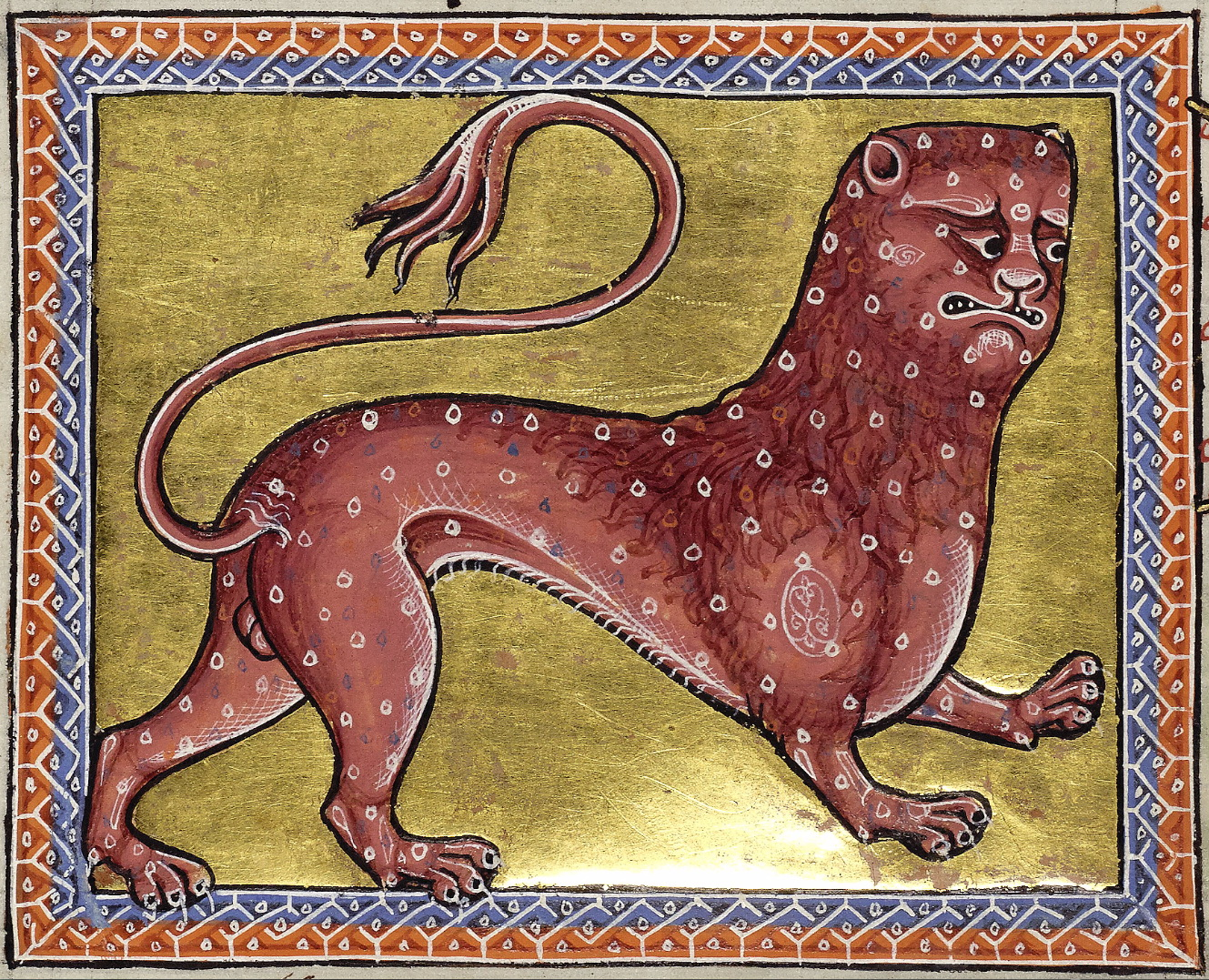
Folio 8 reverso: Pará (Pardus).

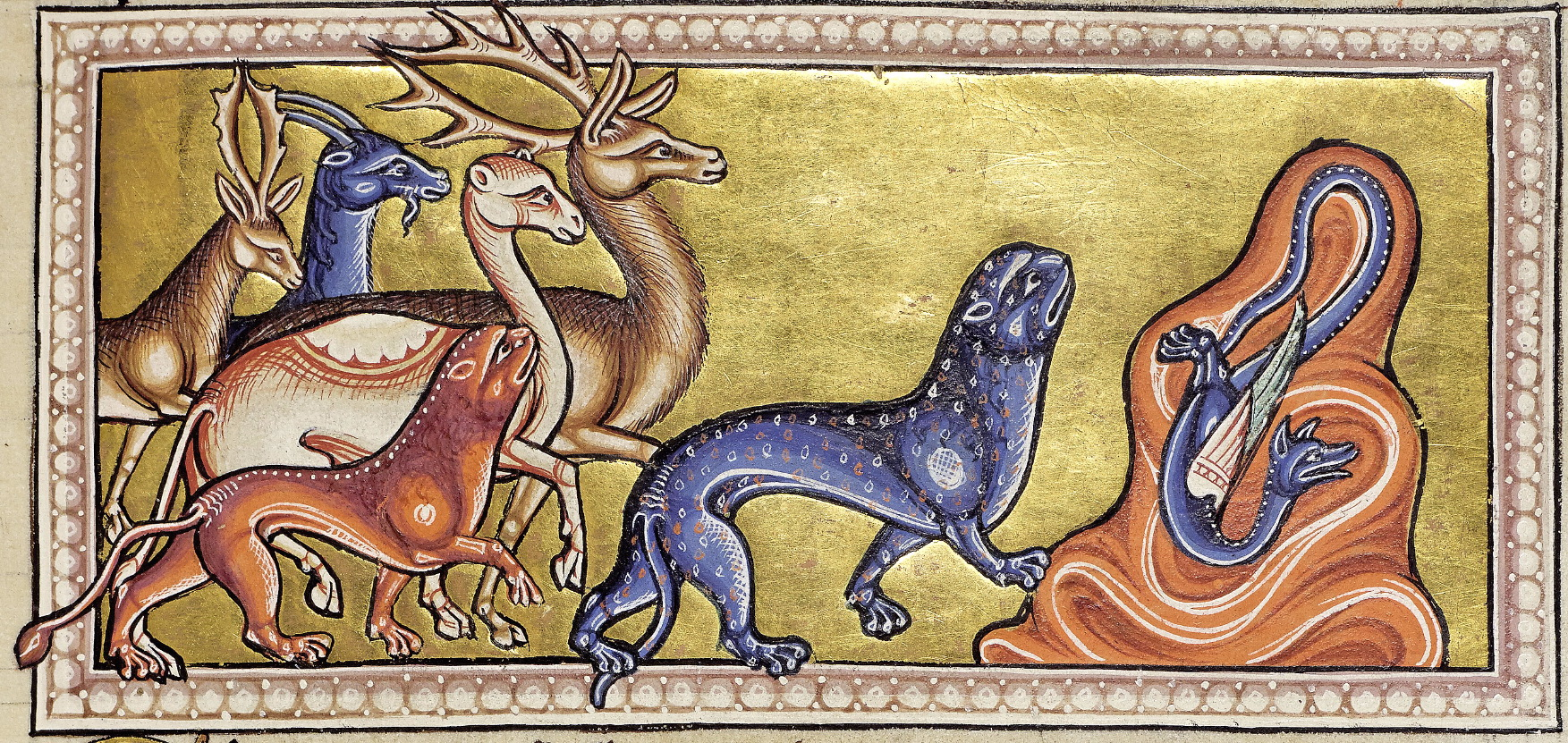
Folio 9 anverso: Panther (Pantera).

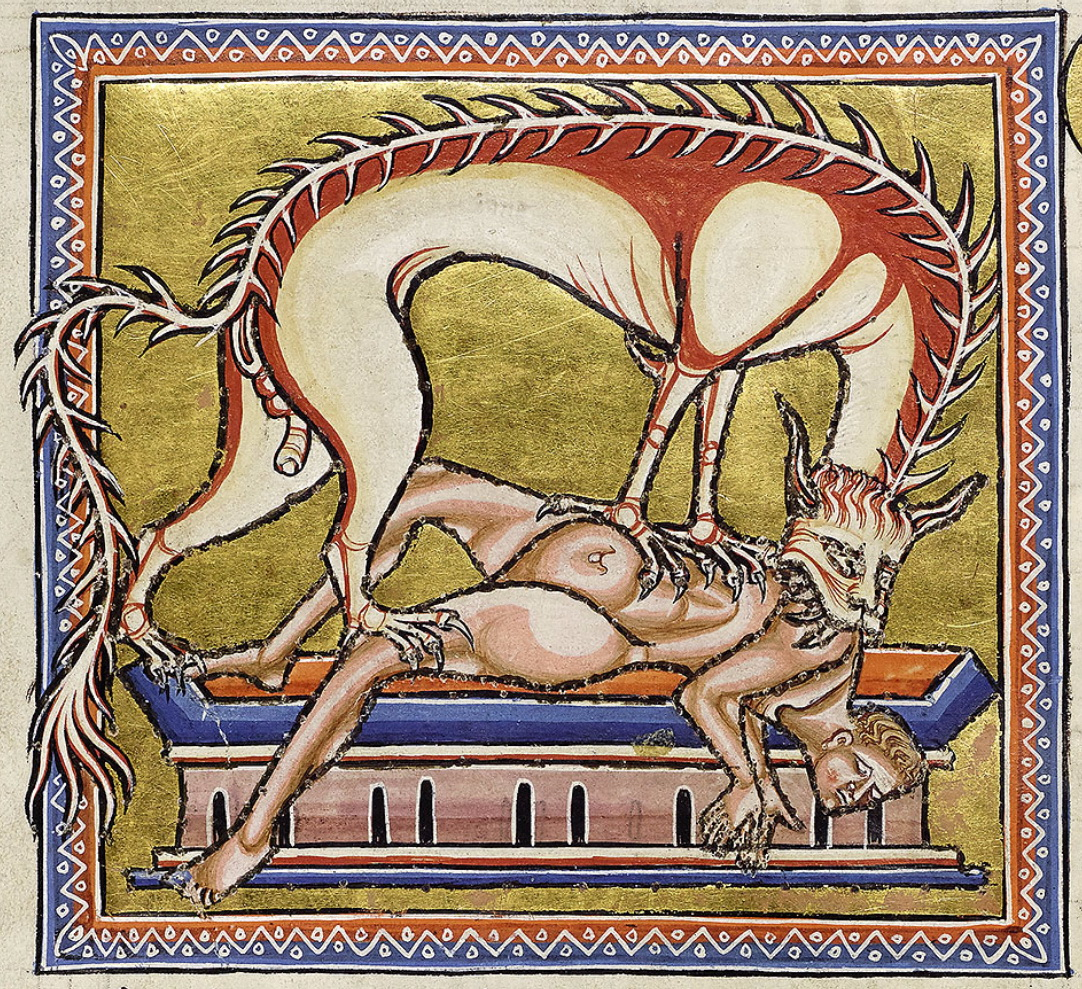
Folio 11 verso: Hiena (Yena).

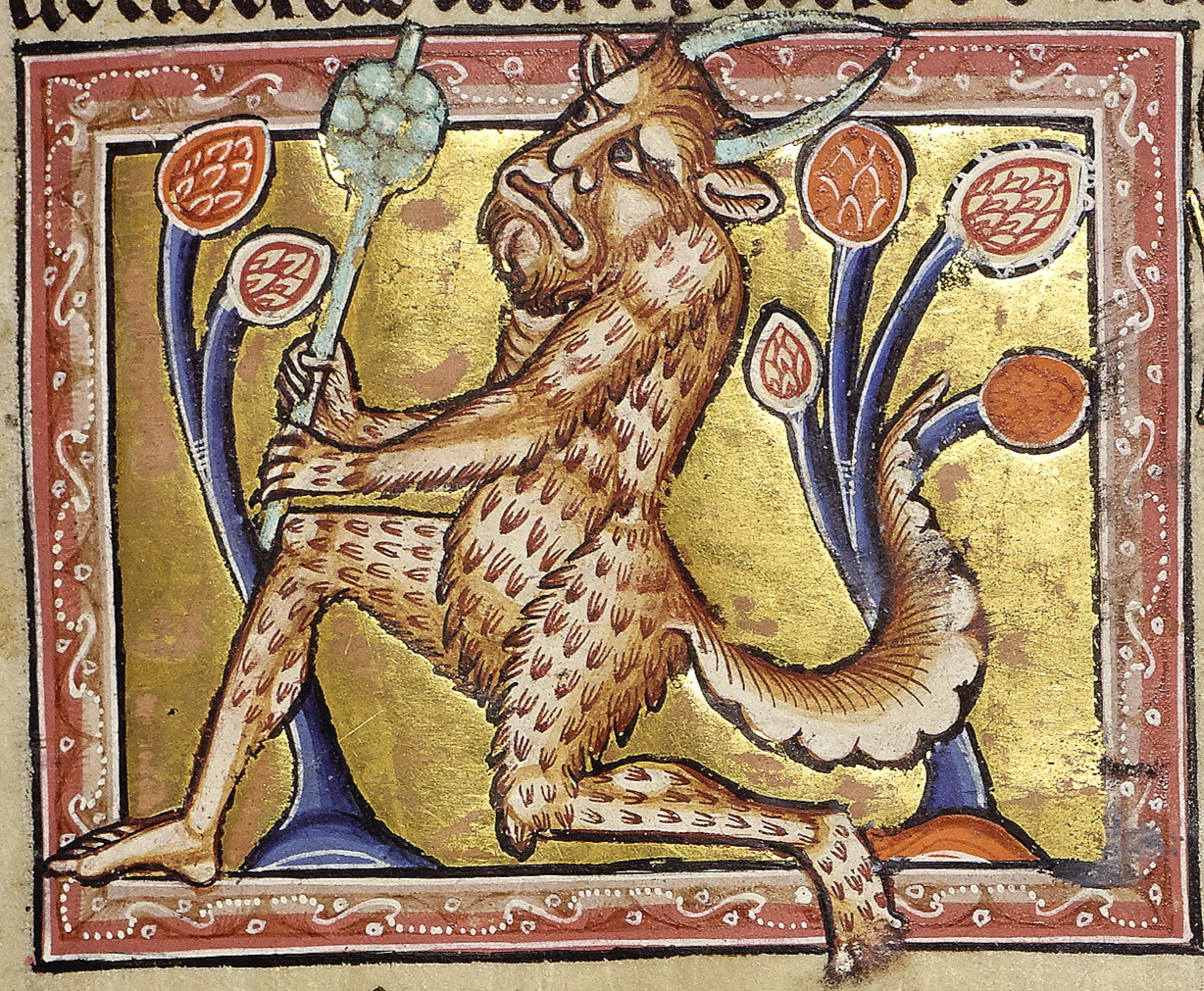
Folio 13 recto: Sátiro (sátiros).

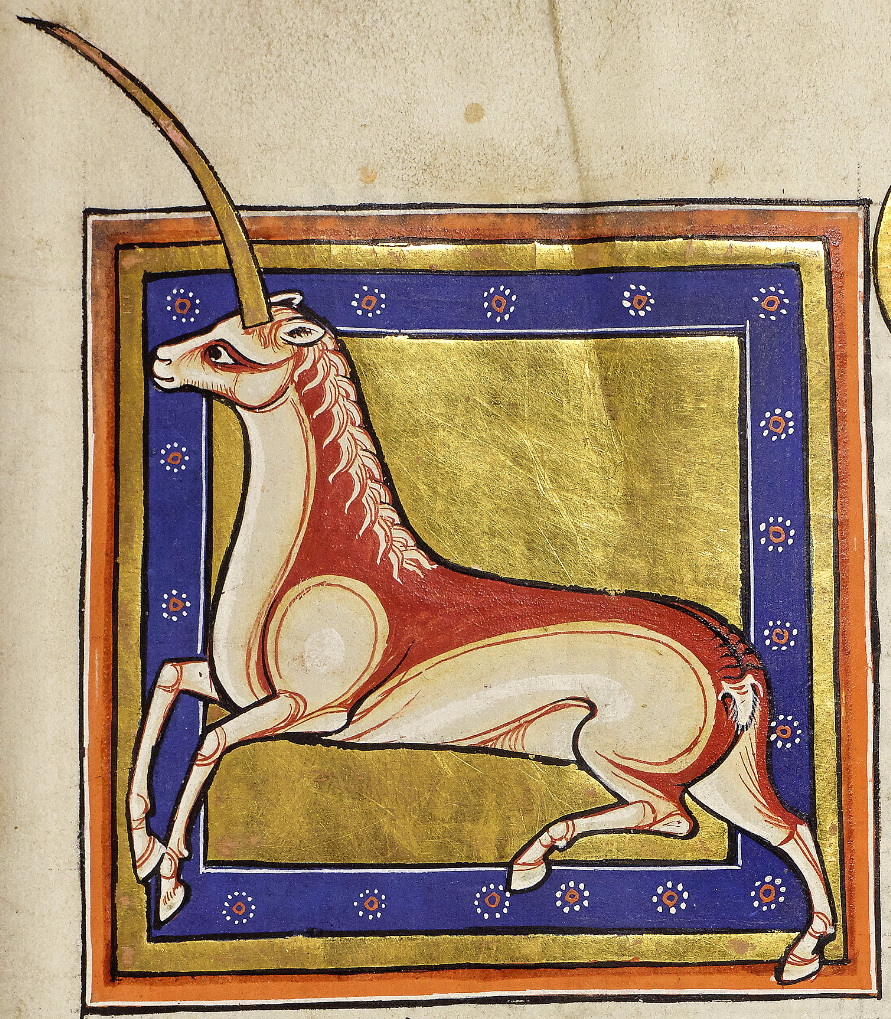
Folio 15 recto: Monoceros (Unicornio).

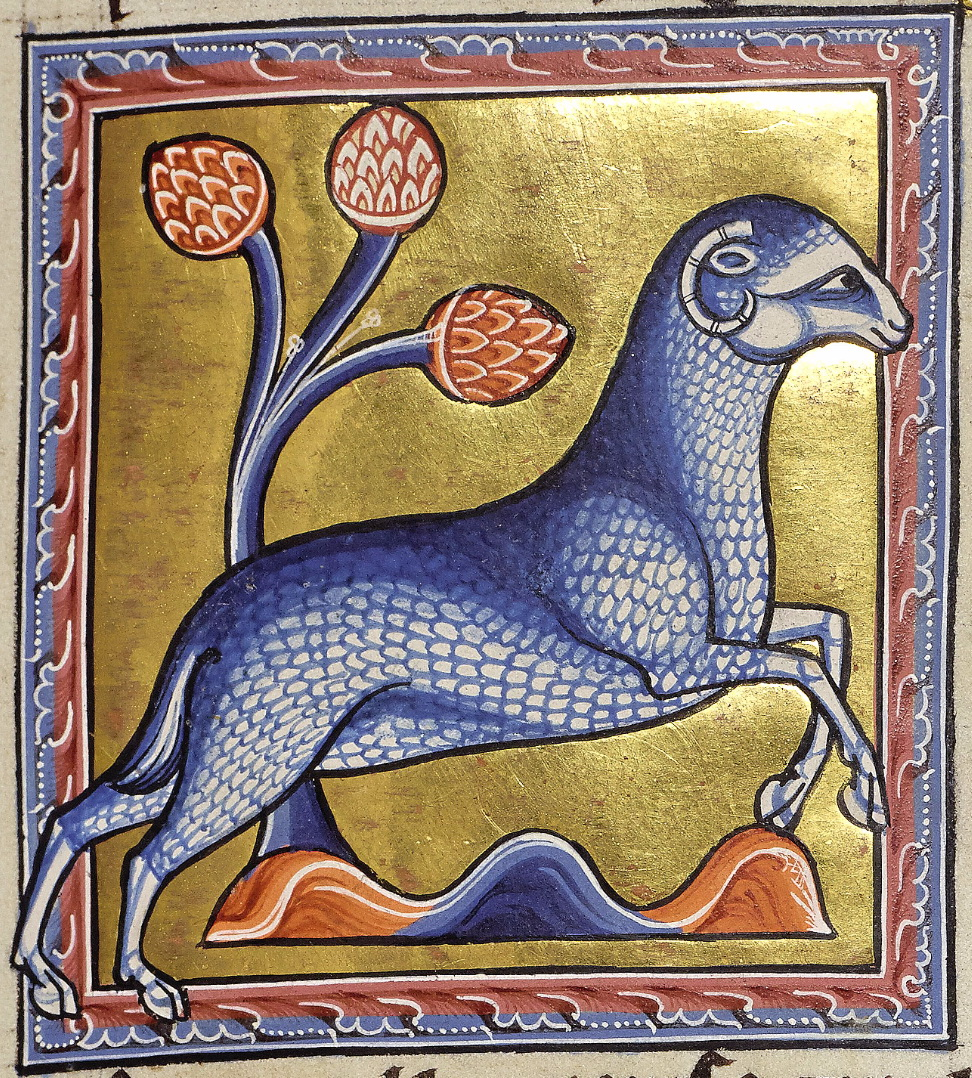
Folio 21 recto: Carnero (Aries).

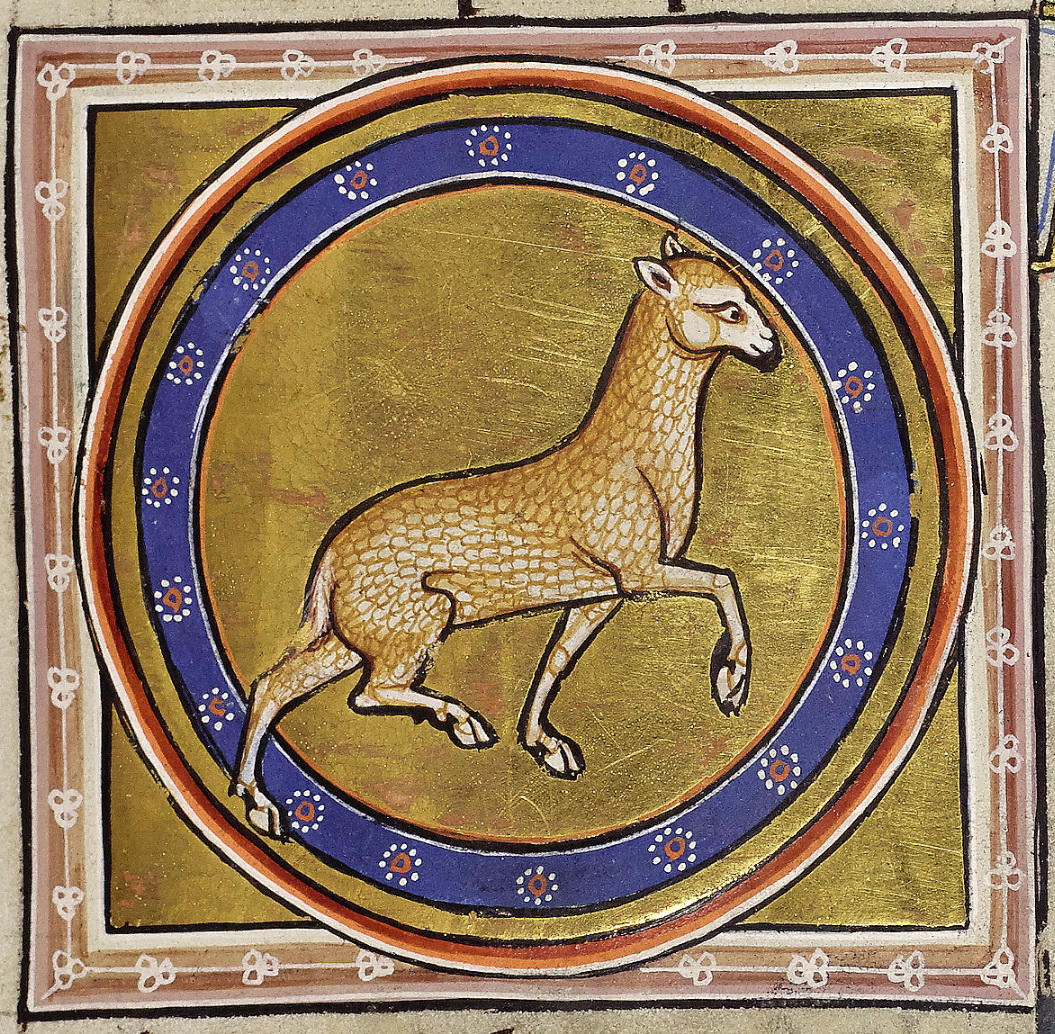
Folio 21 recto: Cordero (Agnus).

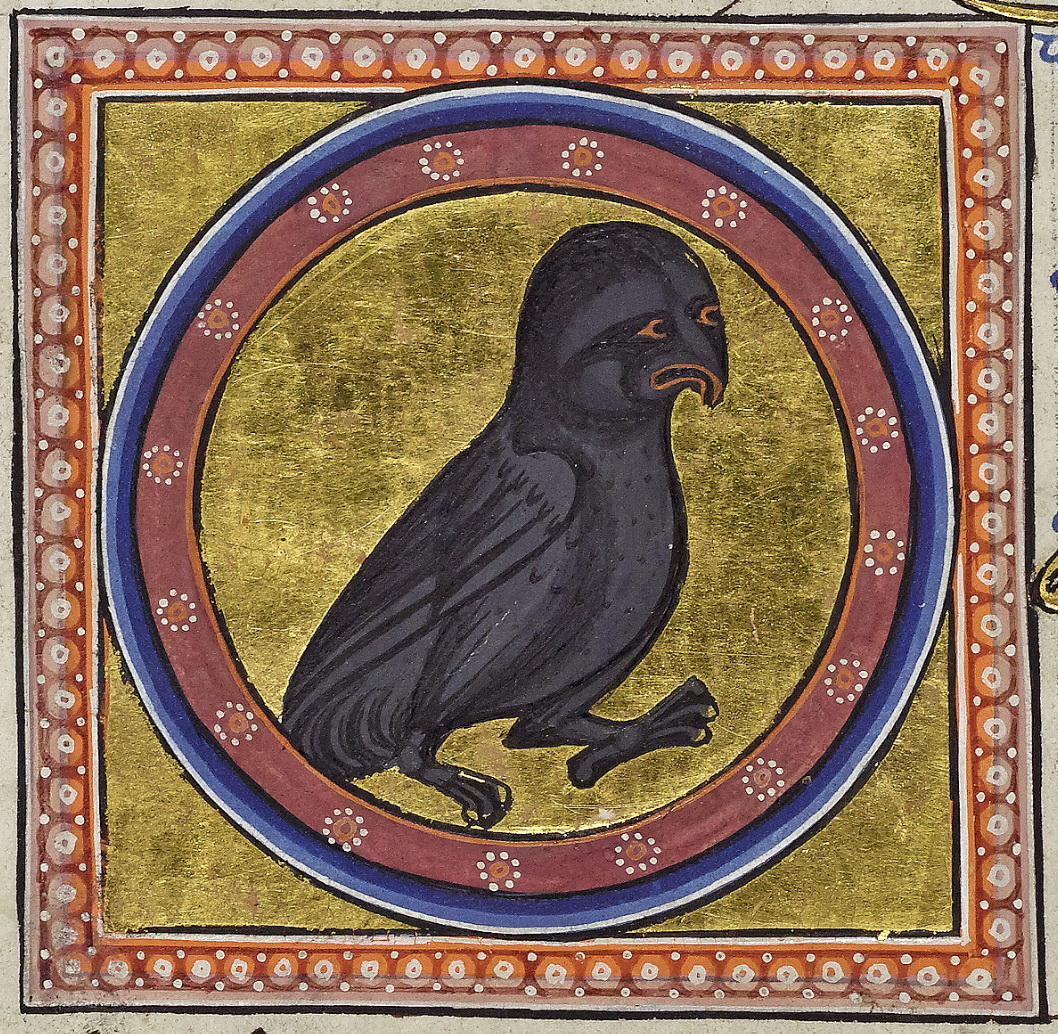
Folio 35 verso: Garza Nocturna (Nicticorax).

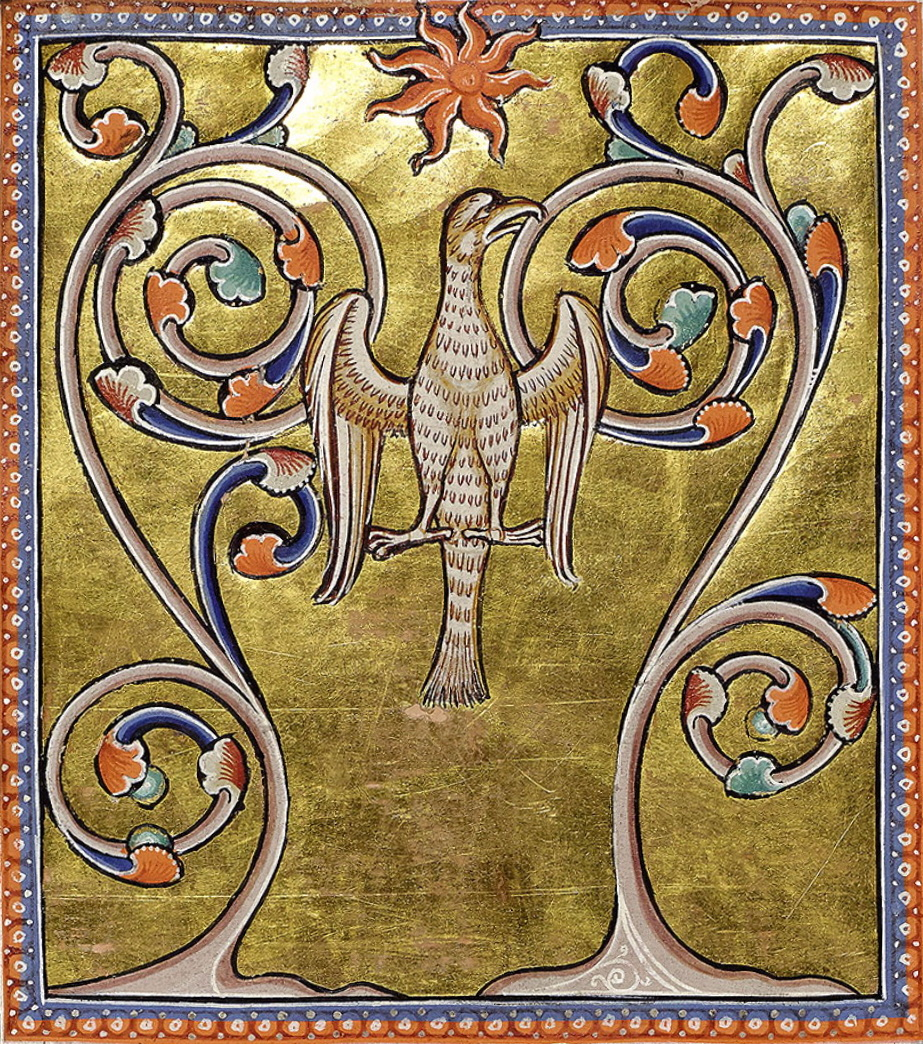
Folio 55 verso: Phoenix (Fénix) renace de sus cenizas.

- Folio 1 (es decir, la hoja) verso : Creación de los cielos y la tierra (Génesis, 1: 1-5).
- Folio 1 anverso : Creación de la aguas y el firmamento (Génesis, 1, 6-8).
- Folio 2 recto: Creación de la aves y peces (Génesis, 1: 20-23).
- Folio 2 verso: Creación de la animales (Génesis, 1: 24-25).
- Folio 3 anverso: Creación de hombre (Génesis, 1: 26-28, 31; 2: 1-2).
- Folio 5 anverso: Adán los nombres de los animales (Isidoro de Sevilla, Etimologías, libro XII, i, 1-2).
- Folio 5 reverso: Animal (Animal) (Isidoro de Sevilla, Etimologías, libro XII, i, 3)
- Folio 5 reverso: cuadrúpedo (Quadrupes) (Isidoro de Sevilla, Etimologías, libro XII, i, 4)
- Folio 5 reverso: Ganadería (Pecus) (Isidoro de Sevilla, Etimologías, libro XII, i, 5-6)
- Folio 5 reverso: Bestia de carga (Iumentum) (Isidoro de Sevilla, Etimologías, libro XII, i, 7)
- Folio 5 reverso: Manada (Armentum) (Isidoro de Sevilla, Etimologías, libro XII, i, 8)

### Bestias
- Folio 7 anverso: León  (Physiologus, Capítulo 1, Isidoro de Sevilla, Etimologías, libro XII, ii, 3-6)
- Folio 8 anverso: Tigre (Tigris) (Isidoro de Sevilla, Etimologías, libro XII, ii, 7)
- Folio 8 reverso: Pará (Pará) (Isidoro de Sevilla, Etimologías, libro XII, II, 10-11)
- Folio 9 anverso: Panther (Pantera) (Physiologus, capítulo 16, Isidoro de Sevilla, Etimologías, libro XII, ii, 8-9)

Después de folio 9 verso algunas hojas que faltan, que debería haber contenido del Antílope (Antalops), Unicornio (Unicornis), Lince(Lynx), Grifo (Gryps) y parte del elefante (Elephans).
- Folio 10 recto: Elefante (Elephans) (Isidoro de Sevilla, Etimologías, libro XII, ii, 14; Physiologus, capítulo 43, Ambrosio, Hexaemeron, libro VI, 35; Solino, Collectanea rerum memorabilium, xxv, 1-7)
- Folio 11 recto: Beaver (Castor)
- Folio 11 recto: Ibex (Ibex) (Hugo de Fouilloy, II, 15)
- Folio 11 verso: Hiena (Yena) (Physiologus, capítulo 24, Solino, Collectanea rerum memorabilium, xxvii, 23-24)
- Folio 12 recto: Crocotta (Crocotta) (Solino, Collectanea rerum memorabilium, XXVII, 26)
- Folio 12 recto: Bonnacon (Bonnacon) (Solino, Collectanea rerum memorabilium, XL, 10-11)
- Folio 12 verso: Ape (Simia)
- Folio 13 recto: Sátiro (sátiros)
- Folio 13 recto: Ciervo (Cervus)
- Folio 14 recto: Cabra (Caper)
- Folio 14 verso: Cabra salvaje (Caprea)
- Folio 15 recto: Monoceros (Unicornio) (Solino, Collectanea rerum memorabilium, LII, 39-40)
- Folio 15 recto: oso (Ursus)
- Folio 15 verso: Leucrota (Leucrota) (Solino, Collectanea rerum memorabilium, lii, 34)

Después de folio 15 verso algunas hojas que faltan, que debería haber contenido cocodrilo (Crocodylus), Mantícora (Mantichora) y parte de Parandro (Parandro).
- Folio 16 recto: Parandro (Parandro) (Solino, Collectanea rerum memorabilium, xxx, 25)
- Folio 16 recto: Zorro (Vulpes)
- Folio 16 verso: Eale (Solino, Collectanea rerum memorabilium, lii, 35)
- Folio 16 verso: Lobo (Lupus)
- Folio 18 recto: perro (Canis)

### Ganado
- Folio 20 reverso: las ovejas (Ovis) (Isidoro de Sevilla, Etimologías, libro XII, i, 9; Ambrosio, Hexaemeron, libro VI, 20)
- Folio 21 recto: El Tiempo (Vervex) (Isidoro de Sevilla, Etimologías, libro XII, i, 10)
- Folio 21 recto: Carnero (Aries) (Isidoro de Sevilla, Etimologías, libro XII, i, 11)
- Folio 21 recto: Cordero (Agnus) (Isidoro de Sevilla, Etimologías, libro XII, i, 12; Ambrosio, Hexaemeron, libro VI, 28)
- Folio 21 recto: El macho cabrío (hircus) (Isidoro de Sevilla, Etimologías, libro XII, i, 14)
- Folio 21 verso: Niños (Hedus) (Isidoro de Sevilla, Etimologías, libro XII, i, 13)
- Folio 21 verso: Jabalí (Aper) (Isidoro de Sevilla, Etimologías, libro XII, i, 27)
- Folio 21 verso: Bullock (Iuvencus) (Isidoro de Sevilla, Etimologías, libro XII, i, 28)
- Folio 21 verso: Toro (Tauro) (Isidoro de Sevilla, Etimologías, libro XII, i, 29)

Después de folio 21 verso dos hojas que faltan, que debería haber contenido del buey (Bos), camello (Camelus), dromedario (dromedarius), burro (asinus), el onagro (onagro) y parte del caballo (Equus).
- Folio 22 recto: caballo (Equus) (Isidoro de Sevilla, Etimologías, libro XII, i, 41-56; Hugo de Fouilloy, III, xxiii)
- Folio 23 recto: Mula (Mulus) (Isidoro de Sevilla, Etimologías, libro XII, i, 57-60)

### Los animales pequeños
- Folio 23 verso: Gato (Musio) (Isidoro de Sevilla, Etimologías, libro XII, ii, 38)
- Folio 23 verso: ratón (Mus) (Isidoro de Sevilla, Etimologías, libro XII, iii, 1)
- Folio 23 verso: comadreja (Mustela) (Isidoro de Sevilla, Etimologías, libro XII, III, 2; Physiologus, capítulo 21)
- Folio 24 recto: topo (Talpa) (Isidoro de Sevilla, Etimologías, libro XII, III, 5)
- Folio 24 recto: erizo (Ericius) (Isidoro de Sevilla, Etimologías, libro XII, III, 7; Ambrosio, Hexaemeron, VI, 20)
- Folio 24 verso: Ant (Formica) (Physiologus, 12; Ambrosio, Hexaemeron, libro VI, 16, 20)

### Aves
- Folio 25 recto: Aves (Avis)
- Folio 25 verso: paloma (Columba)
- Folio 26 recto: Paloma y Hawk (Accipiter Columba y otros)
- Folio 26 verso: paloma (Columba)
- Folio 29 verso: viento del Norte y el viento del Sur (Aquilo et Auster ventus)
- Folio 30 recto: Hawk (Accipiter)
- Folio 31 recto: tórtola (Turtur)
- Folio 32 verso: Palmera (Palma)
- Folio 33 verso: Cedro (Cedrus)
- Folio 34 verso: Pelican (Pellicanus)
- Folio 35 verso: Noche garza (Nicticorax)
- Folio 36 recto: abubilla (Upupa)
- Folio 36 verso: Urraca (Pica)
- Folio 37 recto: cuervo (Corvus)
- Folio 38 verso: Gallo (Galo)
- Folio 41 recto: Avestruz (Strutio)
- Folio 44 recto: Buitre (Vultur)
- Folio 45 verso: Grúa (Grus)
- Folio 46 verso: Kite (Milvus)
- Folio 46 verso: Parrot (Psitacus)
- Folio 47 recto: Ibis (Ibis)
- Folio 47 verso: Tragar (Yrundo)
- Folio 48 verso: la cigüeña (Ciconia)
- Folio 49 verso: Blackbird (Merula)
- Folio 50 recto: búho (Bubo)
- Folio 50 verso: Abubilla (Hupupa)
- Folio 51 recto: Mochuelo (Noctua)
- Folio 51 recto: Murciélago (Vespertilio)
- Folio 51 verso: Jay (Gragulus)
- Folio 52 verso: Nightingale (Lucinia)
- Folio 53 recto: ganso (Anser)
- Folio 53 verso: Heron (Ardea)
- Folio 54 recto: perdiz (Perdix)
- Folio 54 verso: Halcyon (Alcyon)
- Folio 55 recto: focha (Fulica)
- Folio 55 recto: Phoenix (Fénix)
- Folio 56 verso: Caladrius (Caladrius)
- Folio 57 verso: Codorniz (Coturnix)
- Folio 58 recto: Cuervo (Cornix)
- Folio 58 verso: Cisne (Cignus)
- Folio 59 recto: pato (Anas)
- Folio 59 verso: Peacock (Pavo)
- Folio 61 recto: Águila (Aquila)
- Folio 63 recto: la abeja (Apis)

### Las serpientes y reptiles
- Folio 64 verso: Perindens árbol (Perindens)
- Folio 65 verso: Serpiente (Serpens)
- Folio 65 verso: Dragón (Draco)
- Folio 66 recto: Basilisco (Basilisco)
- Folio 66 verso: Régulo (Regulus)
- Folio 66 verso: víbora (Vipera)
- Folio 67 verso: Asp (Aspis)
- Folio 68 verso: Scitalis (Scitalis)
- Folio 68 verso: Amphisbaena (Anphivena)
- Folio 68 verso: Hydrus (Ydrus)
- Folio 69 recto: Boa (Boa)
- Folio 69 recto: Iaculus (Iaculus)
- Folio 69 verso: Sirena (Siren)
- Folio 69 verso: SEPS (SEPS)
- Folio 69 verso: Dipsa (Dipsa)
- Folio 69 verso: Lizard (lacertus)
- Folio 69 verso: Salamandra (Salamandra)
- Folio 70 recto: Saura (Saura)
- Folio 70 verso: Newt (Stellio)
- Folio 71 recto: De la naturaleza de las Serpientes (serpentium natura)

### Insectos
Folio 72 recto: Worms (Vermis)

### Peces
- Folio 72 verso: Peces (Piscis)
- Folio 73 recto: Ballena (Balena)
- Folio 73 recto: Serra (Serra)
- Folio 73 recto: Delfín (Delphinus)
- Folio 73 verso: Mar de Indias (marinus porcus)
- Folio 73 verso: Cocodrilo (Crocodrillus)
- Folio 73 verso: Salmonete (Mullus)
- Folio 74 recto: peces (Piscis)

### Árboles y Plantas
- Folio 77 verso: Árbol (Arbor)
- Folio 78 verso: Higuera (Ficus)
- Folio 79 recto: De nuevo de los árboles (punto de arboribus)
- Folio 79 recto: Morera
- Folio 79 recto: Sycamore
- Folio 79 recto: Nueces de Árbol
- Folio 79 recto: Nueces
  - Folio 79 recto: Almendra
- Folio 79 recto: Castañas
- Folio 79 recto: Roble
- Folio 79 verso: Árbol de haya

+Folio 79 verso: Algarrobo
- Folio 79 verso: árbol del pistacho
- Folio 79 verso: el paso de pino
- Folio 79 verso: Pino
- Folio 79 verso: árbol de abeto
- Folio 79 verso: Cedro
- Folio 80 recto: Cypress
- Folio 80 recto: Juniper
- Folio 80 recto: plátano
- Folio 80 recto: Roble
- Folio 80 recto: fresno
- Folio 80 recto: Alder
- Folio 80 verso: Elm
- Folio 80 verso: Álamo
- Folio 80 verso: Willow
- Folio 80 verso: Osler
- Folio 80 verso: Árbol de Caja

### Naturaleza del Hombre
- Folio 80 verso: Isidoro de la naturaleza del hombre (Ysidorus de natura hominis)
- Folio 89 recto: Isidoro en las partes del cuerpo del hombre (Ysidorus de membris hominis)
- Folio 91 recto: de la edad del hombre (De hominis etate)

### Piedras
- Folio 93 verso: piedra del fuego del cojinete (ignifer Lapis)
- Folio 94 verso: piedra Adamas (Lapis adamas)
- Folio 96 recto: Myrmecoleon (Mermecoleon)
- Folio 96 verso: Verso (Versus)
- Folio 97 recto: piedra en la base de la pared (en Lapis Fundamento muri)
- Folio 97 recto: La primera piedra, Jasper
- Folio 97 recto: La segunda piedra, el zafiro
- Folio 97 recto: La tercera piedra, calcedonia
- Folio 97 verso: La piedra en cuarto lugar, Smaragdus
- Folio 98 recto: La quinta piedra, sardónice
- Folio 98 recto: La piedra sexto, Sard
- Folio 98 verso: La piedra séptimo, crisólito
- Folio 98 verso: La piedra de sesiones, Beryl
- Folio 99 recto: La piedra noveno, topacio
- Folio 99 verso: La piedra décimo, crisoprasa
- Folio 99 verso: La piedra undécimo, jacinto
- Folio 100 anverso: La piedra duodécimo, amatista
- Folio 100 anverso: de piedras y lo que pueden hacer (lapidum De effectu)

A lo largo de los capítulos brinda numerosas enseñanzas de cómo debe vivir el hombre, lejos de los vicios y de la tentación de Satán, igualmente enseña los valores morales que el hombre debe tener, y lo que le pasa a quienes no siguen la palabra de Dios. Asimismo señala la naturaleza de Dios y de la Virgen, y el importante papel de la Iglesia en la sociedad. Es interesante que ocasionalmente aparezcan discursos sobre temas específicos como el funcionamiento de los reinos o cómo crear un híbrido. Igualmente refleja el sistema de creencia que se tenía en la época, tal como la explicación que se le daba a los fenómenos naturales o el uso de ciertos remedios naturales.

## Carácter didáctico del bestiario
A pesar de que los bestiarios contengan información que hoy en día podemos considerar de carácter científico, la lectura de estos textos debe ser siempre en un sentido didáctico-moral y no como enciclopedias que representen con objetividad y cientificidad el mundo, ya que durante el siglo XII, época en que fueron elaborados, la naturaleza no era sino un libro escrito por Dios donde las particularidades de los animales y vegetales son signos de la obra y de la palabra divina. La principal función de los bestiarios no era la de exhibir sino la de alegorizar, se trata sobre todo de los mensajes morales.
Hay evidencias de que este bestiario fue utilizado con propósitos didácticos durante muchos años. En todas las páginas hay áreas gastadas en las esquinas superior e inferior, que se deben a la acción del pasar las hojas, pero hay páginas en donde se ven ciertas manchas que indican que fue sostenido en una posición poco natural, con la finalidad de mostrar las imágenes a los estudiantes. En la parte superior de F34r se ve en el centro del margen superior justo por encima de la imagen, que muestra una figura devocional de una mujer con siete aves. Esto sugiere que por mucho tiempo el libro fue utilizado con fines didácticos para instruir a las personas sobre esta figura.
Durante el siglo XII y XIII hubo una gran producción de textos que se utilizaron como herramientas didácticas, pues en una población en la que mayoría de las personas eran analfabetas, las ilustraciones eran un perfecto recurso para enseñar alguna lección. Así el bestiario se utilizó con frecuencia para ilustrar los principios teológicos.